# Дейв Тіппетт
Девід Тіппетт (англ. David Tippett; нар. 25 серпня 1961) — колишній канадський професійний хокеїст, та хокейний тренер. Грав за збірну команду Канади, у складі якої двічі був учасником зимових олімпійських ігор (1984, 1992). У складі збірної виграв срібну медаль на хокейному турнірі зимових олімпійських ігор 1992 року.

## Життєпис
З травня 2019 по лютий 2022 року був головним тренером команди НХЛ «Едмонтон Ойлерс».